# Orthaltica recticollis
Orthaltica recticollis är en skalbaggsart som först beskrevs av J. L. Leconte 1861.  Orthaltica recticollis ingår i släktet Orthaltica och familjen bladbaggar. Inga underarter finns listade i Catalogue of Life.